# Przystanek tramwajowy

Polski przystanek tramwajowy (D17)

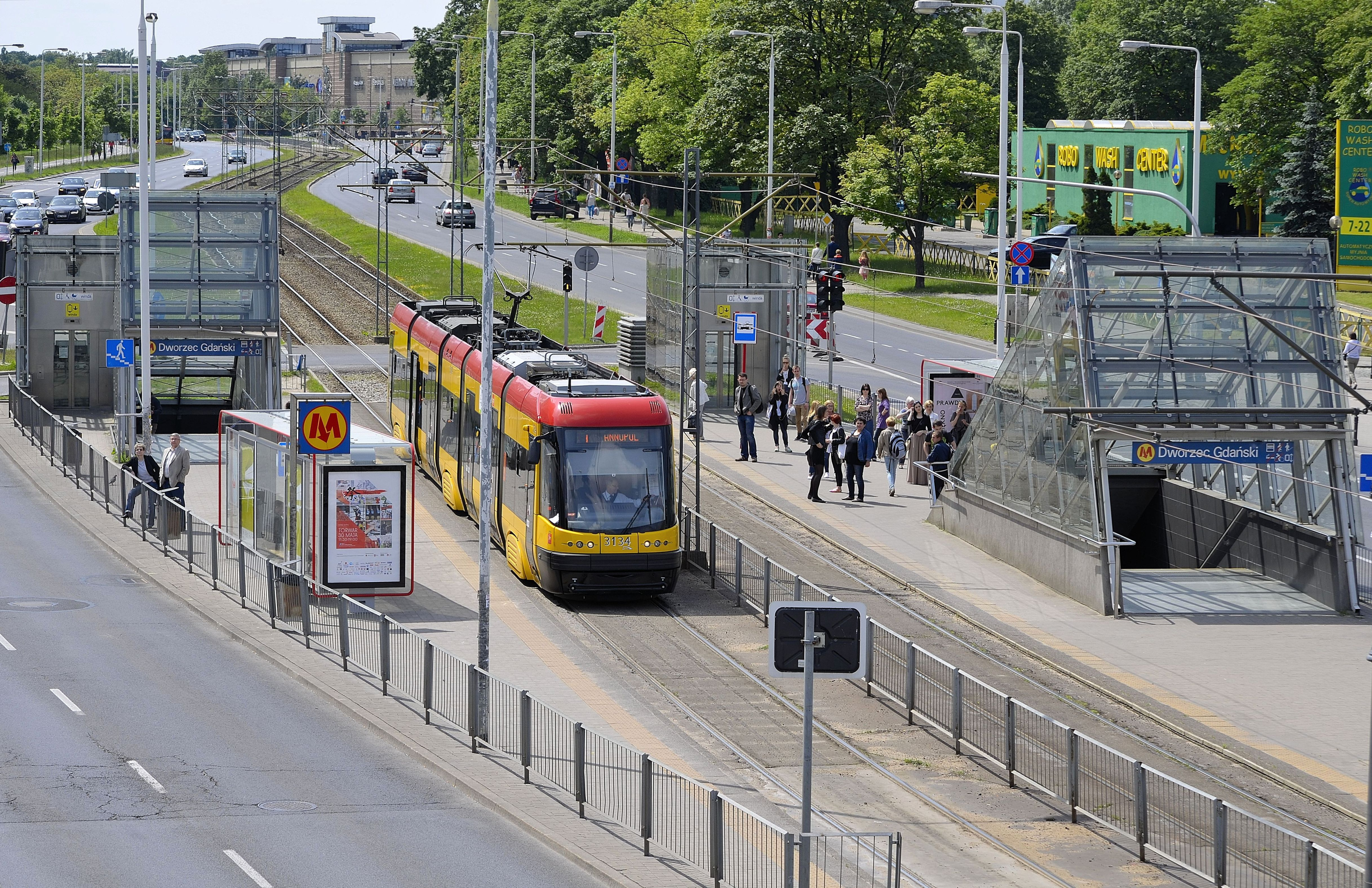
Przystanek tramwajowy na ul. Słomińskiego w Warszawie

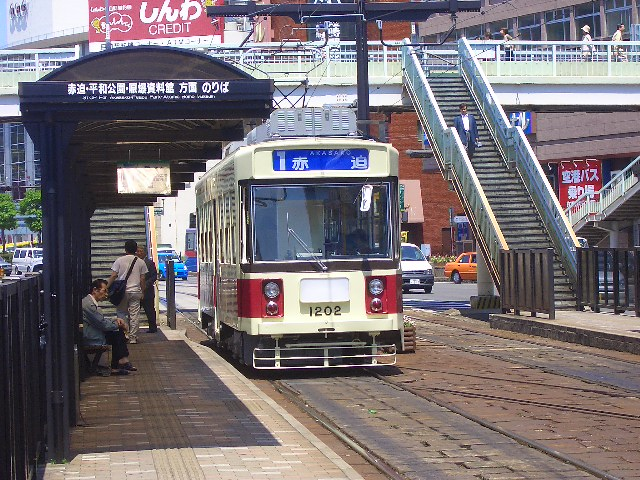
Przystanek tramwajowy w Nagasaki

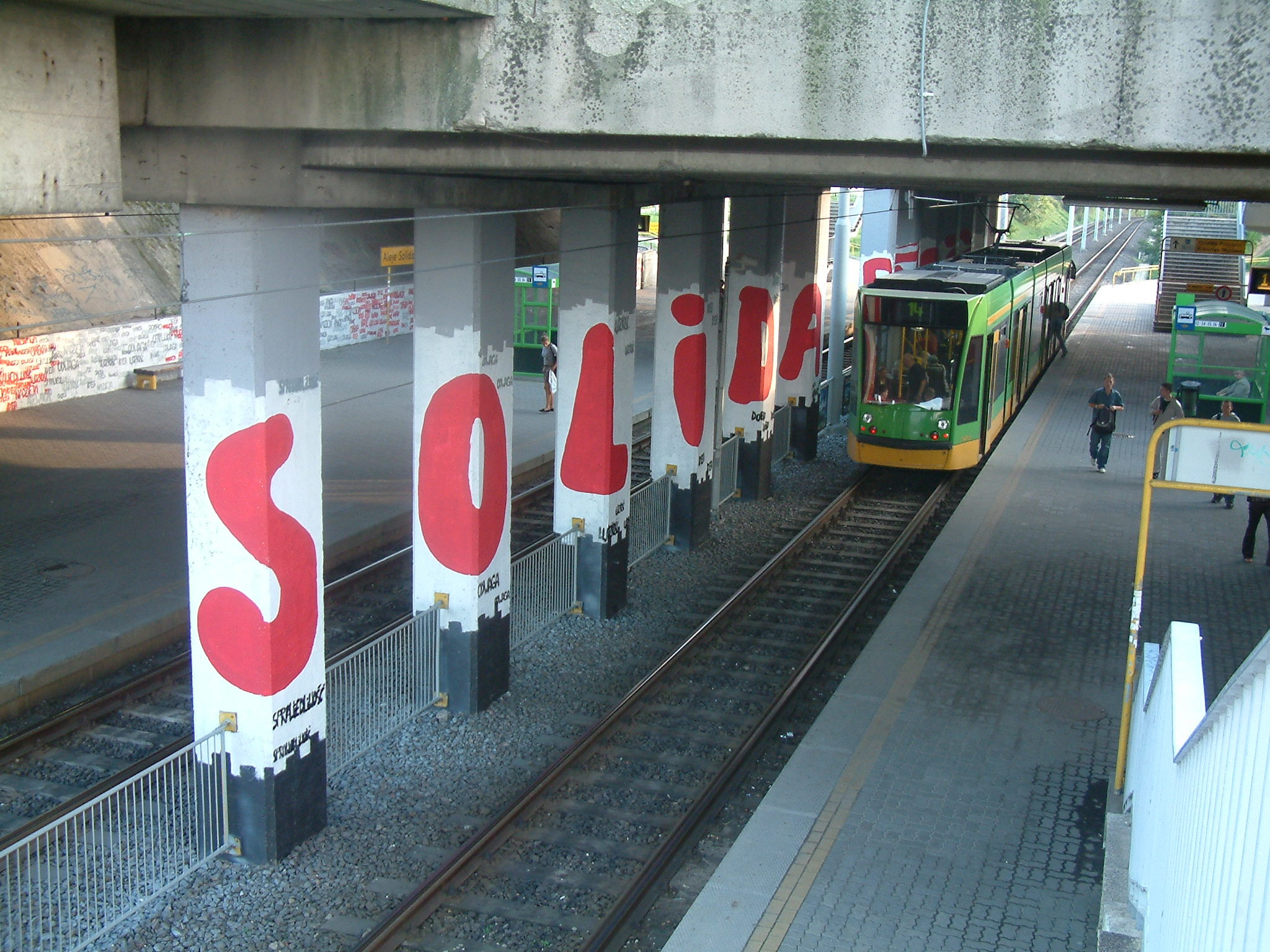
Przystanek tramwajowy "Aleje Solidarności" na trasie PST w Poznaniu

Przystanek tramwajowy – element infrastruktury punktowej systemu komunikacji miejskiej. Jest to wyznaczone miejsce zatrzymania i postoju tramwaju w celu umożliwienia pasażerom wejścia/opuszczenia pojazdu.
Przystanki tramwajowe mogą posiadać wiaty chroniące oczekujących pasażerów przed warunkami atmosferycznymi oraz barierki zabezpieczające przed wejściem na jezdnię. Mogą posiadać również elementy ułatwiające dostęp osobom niepełnosprawnym. Przystanki tramwajowe zazwyczaj są również odpowiednio oznakowane oraz posiadają informacje o rozkładzie jazdy linii zatrzymujących się na danym przystanku.
W przypadku, gdy jezdnia tramwajowa jest wspólna z jezdnią samochodową przystanki te mogą pełnić też funkcję przystanków autobusowych.
Przystanki, na których jest możliwość przesiadki do tramwajów innych linii, nazywane są przystankami węzłowymi lub przesiadkowymi.

## Rodzaje przystanków tramwajowych
Wyróżnić można kilka typów przystanków. Podany poniżej podział dotyczy przypadku, gdy droga tramwajowa pokrywa się z drogą kołową.
- Przystanki bez wydzielonej wysepki – dostęp do tramwaju odbywa się z jezdni samochodowej (Kerbside Stop). Specyficzną odmianą takich przystanków są przystanki wiedeńskie (Easy Access Stop)[1], w których dostęp odbywa się z jezdni samochodowej, której poziom na długości przystanku jest podniesiony tworząc wysepkę. W przypadku, gdy jezdnia tramwajowa znajduje się bezpośrednio przy chodniku, dostęp jest zapewniony bezpośrednio z niego

- Przystanki tramwajowe z wysepkami
  - Wysepka jest bezpośrednio połączona z chodnikiem kosztem jezdni drogowej (Kerb Access Tram Stop)[2]
  - Wysepka nie jest bezpośrednio połączona z chodnikiem (Centre Platform Stop)[2]. Dostęp do chodnika jest zapewniony przez obecność przejścia dla pieszych albo tunelu lub kładki (Superstops)[1]

## Badania naukowe
Przystanki są przedmiotem badań naukowych. Badania te prowadzone są w dwóch aspektach:
1. projektowania przystanków – długość, pojemność, dostępność
2. lokalizacji przystanków – zapewnienie odpowiednich odległości pomiędzy poszczególnymi przystankami